# Verdicchio dei Castelli di Jesi spumante
Il Verdicchio dei Castelli di Jesi Spumante è un vino a Denominazione di Origine Controllata (DOC) prodotto nelle province di Macerata e di Ancona.

## Vitigni con cui è consentito produrlo
- Verdicchio minimo 85%.
- Altri vitigni a bacca bianca idonei alla coltivazione nella regione Marche nella misura massima del 15%

## Tecniche di produzione
Per i nuovi impianti e i reimpianti la densità non può essere inferiore a 2 200 ceppi/ha.
È vietato l'allevamento a tendone. È consentita l'irrigazione di soccorso. Tutte le operazioni di vinificazione, invecchiamento e imbottigliamento, debbono essere effettuate nella zona DOCG.
La tipologia spumante può essere commercializzata nei tipi da extrabrut a secco.

## Caratteristiche organolettiche
- spuma: fine e persistente;
- colore: giallo paglierino più o meno intenso con eventuali riflessi verdolini;
- odore: proprio, delicato, fine ampio e composito;
- sapore: da extrabrut a secco, sapido, fresco, fine e armonico;